# Conistra mixtoides
Conistra mixtoides är en fjärilsart som beskrevs av Nepveu. 1952. Conistra mixtoides ingår i släktet Conistra och familjen nattflyn. Inga underarter finns listade i Catalogue of Life.